# Franz Schönthaler

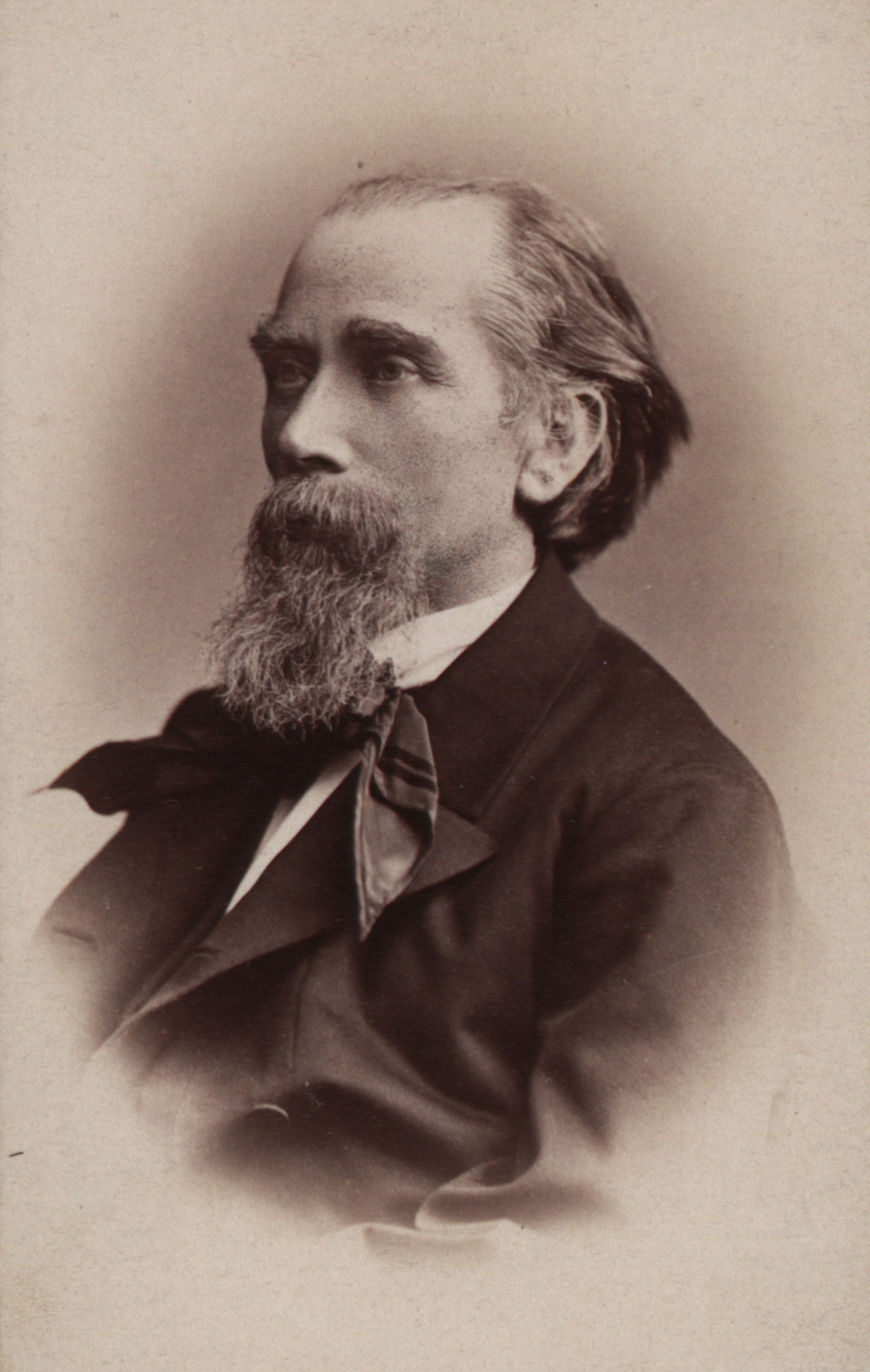
Porträt Schönthalers zwischen 1870 und 1880 (Fotograf: Ludwig Angerer)

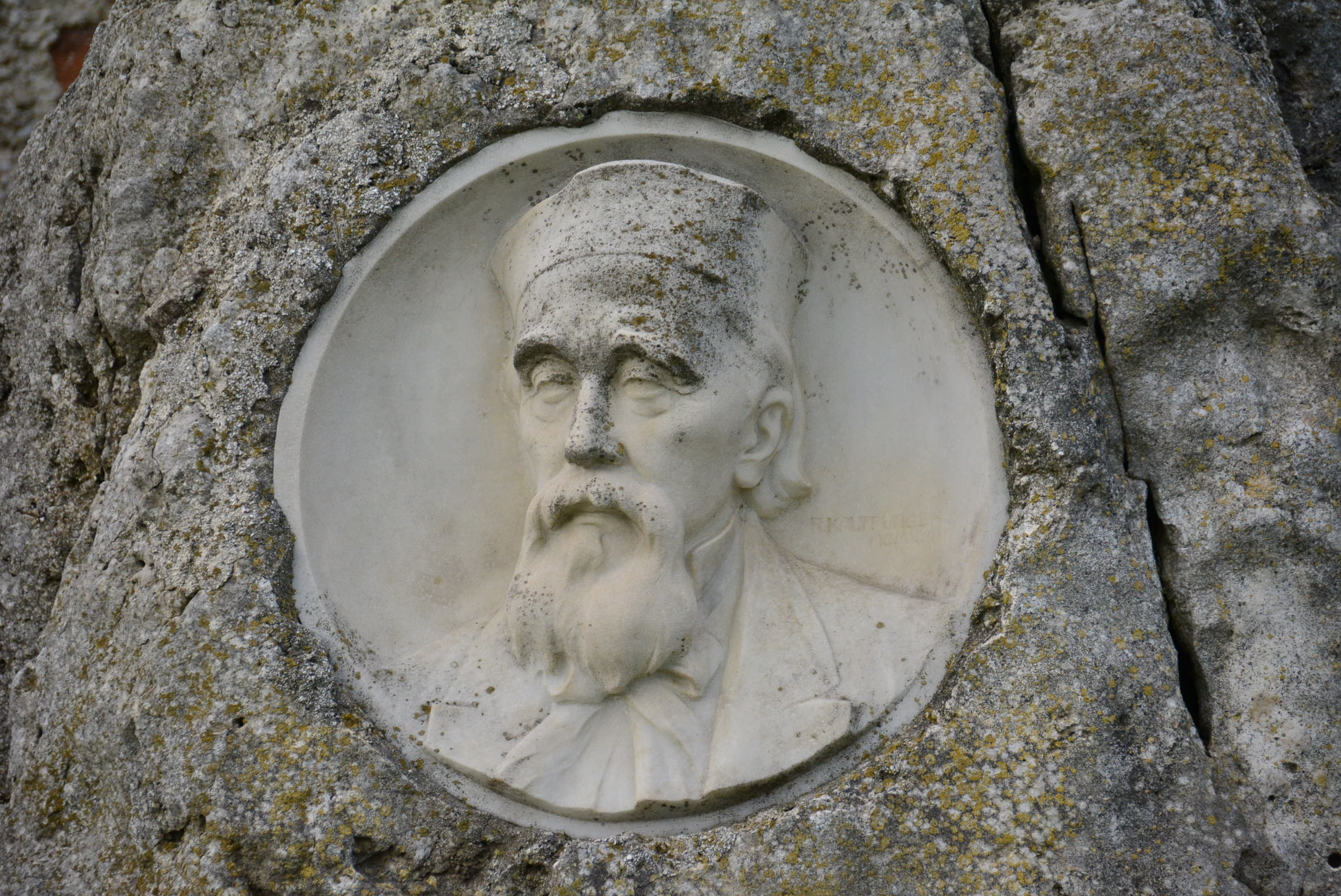
Grabsteinportrait von R. Kauffungen

Franz Schönthaler (* 22. Jänner 1821 in Neusiedl, Niederösterreich; † 26. Dezember 1904 in Gutenstein) war ein österreichischer Bildhauer, der zum k.u.k. Hof-Bildhauer und Dekorateur avancierte. Er war Träger des Ritterkreuzes des Franz-Joseph-Ordens, der ihm im Jahr 1889 vom Kaiser verliehen wurde.
Schönthaler wurde in Wien, Prag und Paris ausgebildet.

## Werk
Um 1866 führte er den neugotischen Altar an der Ostseite des Chores der Schwarzen Kirche in Kronstadt (Rumänien) nach den Plänen des Kronstädter Stadtingenieurs Peter Bartesch aus.
Des Weiteren schuf er unter anderem die vergoldeten Holzschnitzereien an den Wänden des sog. „Hoflogensalons“ der Kaiserin in der Wiener Staatsoper und die ornamentalen Bildhauerarbeiten am Wohnhaus des Max Weiß von Wellenstein in der Maria-Theresien-Straße 7 (= Wasagasse 2) in Wien.
Schönthaler war zudem als erster Bauherr einer der ganz wesentlichen Mitgestalter der Villenarchitektur am Semmering. Er griff das vorhandene Interesse seiner Zeit für die Bauernhausarchitektur auf und setzte gemeinsam mit dem Architekten Franz Neumann die neuesten bautechnischen Forschungen des Schweizer Professors Ernst Georg Gladbach zur Bauernhausarchitektur am Semmering um. Aus Schönthalers anfänglich rein persönlichem Projekt wurde dank seiner Verbindungen zur Südbahngesellschaft binnen kürzester Zeit ein vom Wiener Großbürgertum getragenes Phänomen, das innerhalb der herkömmlichen Sommerfrischearchitektur einmalig ist. In Anlehnung an den adeligen Landschaftsgarten des späten 18. Jahrhunderts wurden die Berge als Kulisse und die Villen als „Staffage-Architektur“ interpretiert. Letztere blieb lebensfähig, solange die Konstellation Großbürgertum-Sommerfrische-alpiner Landschaftsgarten existierte und fand erst ein Ende, als der Semmering für den Wintersport erschlossen wurde und der damit verbundene Massentourismus einsetzte. Diese Villenarchitektur, eine Variante des Heimatstils, wird gelegentlich als Semmeringstil bezeichnet.
Schönthaler starb 1904 in Gutenstein. Auf dem Wiener Zentralfriedhof ist ihm ein Ehrengrab gewidmet (Gruppe 0, Nr. 78 – entlang der Friedhofsmauer linkerhand von Tor 2). Im Jahr 1932 wurde in Wien-Floridsdorf (21. Bezirk) die Schönthalergasse nach ihm benannt.